# Cristóbal Halffter
Cristóbal Halffter (Madrid, 24 maart 1930 - Villafranca del Bierzo, 23 mei 2021) was een Spaans componist. Hij heeft twee neven die ook componist zijn, namelijk Rodolfo en Ernesto Halffter.
In 1936 verhuisde de ouders van Halffter naar Duitsland om te ontsnappen aan de Spaanse Burgeroorlog. Zij keerden in 1939 terug naar Madrid, waar Halftter in 1951 aan de Duitse school afstudeerde. In 1955 werd hij benoemd als dirigent van het Manuel de Falla orkest. Hij kreeg een succesvolle carrière als dirigent, en schrijft muziek die het traditionele Spaanse element met avant-garde technieken combineert. Zijn pianoconcert won in 1953 een nationale muziekprijs in Spanje. In 1961 werd hij professor compositieleer aan het Koninklijk conservatorium van Madrid.
Zijn eerste dodecafonische compositie, Vijf microvormen voor orkest, veroorzaakte destijds (1960) een schandaal in Madrid.

## Geselecteerde werken
- Pianoconcert (1953)
- Tres piezas (1955) voor strijkkwartet
- Introducción, fuga y finale (1957) voor piano
- Líneas y puntos (1966) voor 20 houtblazers en elektroakoestische instrumenten
- Anillos (1966) voor orkest
- Cantata Symposium (1966)
- Yes, speak out, yes (1966), cantate
- Noche pasiva del sentido (1970) voor sopraan, twee percussionisten en 4 tape recorders
- Llanto por las víctimas de la violencia (1971) voor elektroakoestische instrumenten
- Elegía de la muerte de tres poetas españoles (1975)
- Officium defunctuorum (1979) voor koor en orkest
- Versus (1983)
- Siete cantos de España (1992/92)
- Don Quixote (2000), opera
- Attendite (2003) voor cello octet

- Bibsys: 13053485
- Biblioteca Nacional de España: XX1039442
- Bibliothèque nationale de France: cb13894901m (data)
- Catàleg d'autoritats de noms i títols de Catalunya: 981058519574606706
- CiNii: DA10689041
- Gemeinsame Normdatei: 120054590
- International Standard Name Identifier: 0000 0001 1560 2248
- Library of Congress Control Number: n81047760
- MusicBrainz: 52bce034-77d2-4da6-a413-c41dd60fd661
- Nationale Bibliotheek van Tsjechië: jam2009494448
- Nationale bibliotheek van Australië: 35721293
- Nationale Bibliotheek van Israël: 987007282834305171
- Nationale en Universitaire bibliotheek Zagreb: 000050652
- Nederlandse Thesaurus van Auteursnamen: 071201890
- Istituto Centrale per il Catalogo Unico: VEAV047302
- LIBRIS: 306505
- SNAC: w6zs677r
- Système universitaire de documentation: 084290501
- Trove: 1057820
- Virtual International Authority File: 12491526
- WorldCat: E39PBJjdkhMghDPQcTBYvWtkDq